# Cameraria philippinensis
Cameraria philippinensis là một loài bướm đêm thuộc họ Gracillariidae. Nó được tìm thấy ở Philippines (Luzon).
Sải cánh dài 4–6 mm.
Ấu trùng ăn Bauhinia malabarica. Chúng ăn lá nơi chúng làm tổ.